# Бушнелл, Кэндес
Кэ́ндес Бу́шнелл (англ. Candace Bushnell, род. 1 декабря 1958) — американская писательница и обозреватель. Она наиболее известна по своей газетной колонке в The New York Observer, а позже и книге «Секс в большом городе», которая легла в основу одноимённого культового телесериала канала HBO и его продолжений: фильмов «Секс в большом городе» и «Секс в большом городе 2», сериала «И просто так».

## Биография
Кэндес родилась в городе Гластонбери, Коннектикут. После окончания Университета Райса в конце 1970-х гг. она переехала в Нью-Йорк, где вскоре стала частым гостем на различных вечеринках и в различных клубах. С конца 1980-х гг. она стала обозревателем в газете The New York Observer. В 1994 г. Кэндесс стала ведущей колонки «Sex and the City», в которой рассказывала о себе и о своих друзьях, о их жизни в Нью-Йорке, любви и авантюрах.
В 1998 г. HBO начало показ сериала «Секс в большом городе», не в точности, но всё же базирующегося на одноимённой колонке Бушнелл. Телесериал увеличил уже растущую популярность Кэндесс и его показ продолжался до 2004 г.
Многие сравнили персонаж сериала Кэрри Брэдшоу с Кэндесс, поскольку Кэрри, подобно Бушнелл, является обозревателем в газете, любит ночную жизнь Нью-Йорка, и имеет инициалы К. Б.. Сама Бушнелл пару раз заявляла в интервью, что Кэрри — это её альтер эго.
4 июля 2002 г. Кэндес вышла замуж за артиста балета Чарльза Аскегаарда. Супруги развелись в 2012 году.

## Экранизации

### Сериалы
- Секс в большом городе (1998—2004, 94 серии)
- Помадные джунгли (2008—2009, 20 серий)
- Дневники Кэрри (2013—2014, 26 серий)
- И просто так (2021—2025, 33 серии)

### Фильмы
- Секс в большом городе (2008, реж. Майкл Патрик Кинг)
- Секс в большом городе 2 (2010, реж. Майкл Патрик Кинг)